# 约翰·B·戈里
约翰·B·戈里（英語：John B. Gorrie，1803年10月3日—1855年6月29日）是一位美国医生、科学家和发明家，人道主义者和机械冷却的发明者。